# Lutamator elegans
Lutamator elegans is een eenoogkreeftjessoort uit de familie van de Aetideidae. De wetenschappelijke naam van de soort is voor het eerst geldig gepubliceerd in 1984 door Alvarez.